# Freyberg Mountains
Die Freyberg Mountains sind eine Gruppe von Bergen im nördlichen Viktorialand, die vom Rennick-Gletscher, den Bowers Mountains, dem Black-Gletscher und dem Evans-Firnfeld umgeben sind. Höchste Erhebung ist Mount Camelot mit 2590 m.
Wissenschaftler einer von 1963 bis 1964 durchgeführten Kampagne im Rahmen der New Zealand Geological Survey Antarctic Expedition benannte sie im Gedenken an den britischen General Bernard Freyberg, 1. Baron Freyberg (1898–1963), der im Zweiten Weltkrieg die New Zealand Expeditionary Force kommandiert hatte.